# Карл III (король Испании)
Карл III (исп. Carlos III; 20 января 1716[…], Мадрид — 14 декабря 1788[…], Мадрид) — король Испании с 1759 года, герцог Пармский (под именем Карл I) в 1731—1734 годах, король Неаполя и Сицилии (под именем Карл VII) в 1734—1759 годах, из династии Бурбонов, сын Филиппа V и его 2-й жены, Елизаветы Фарнезе, двоюродный брат Людовика XV. Представитель просвещённого абсолютизма, провёл эффективные реформы государственного управления и экономики. Дважды отрекался от престола, чтобы занять трон другого государства.

## Неаполитанский король
Карл благодаря усилиям своей деятельной матери (последней в доме Фарнезе) был признан герцогом Пармы, а также наследником её бездетных родственников — правителей Пьяченцы и Тосканы. Бабушка Карла, Доротея София Нойбургская, стала регентом в этих владениях.
В ходе Войны за польское наследство Карл отвоевал у Габсбургов в 1734 году Неаполь и Сицилию и, признанный по Венскому трактату их королём, принужден был отказаться от остальных итальянских владений в пользу Франца Стефана Лотарингского и своего брата Филиппа, давшего начало династии Пармских Бурбонов.
Находясь под влиянием идей просветителей и своего министра Тануччи, Карл провёл в Неаполе целый ряд благодетельных реформ, доставивших ему большую популярность.
Карл перевёз с собой из Пармы в Неаполь коллекцию своих предков Фарнезе. Монархи того времени предпочитали жить со своими дворами в удалении от суеты столиц, в загородных резиденциях наподобие французского Версаля. Все неаполитанские короли с XV века жили в Испании, поэтому близ Неаполя ничего подобного не было.
Поначалу Карл велел построить новый королевский дворец в Портичи, а вдоль ведущей к нему «золотой мили» стали строить свои виллы его придворные. Довольно скоро выяснилось, что нахождение дворца на морском побережье делает его удобной мишенью для неприятельского флота. Пришлось основать новую королевскую резиденцию в глубине полуострова — грандиозный Казертский дворец.
Либерального направления придерживался Карл и в Испании, королём которой стал по смерти своего брата, Фердинанда VI 10 августа 1759 года. Согласно действовавшим в то время международным договорённостям, при вступлении на испанский престол Карл отрёкся от неаполитанского в пользу своего третьего сына, малолетнего Фердинанда (Фердинанда IV Неаполитанского, впоследствии Фердинанда I, короля Обеих Сицилий).

## Успешные реформы и экономический рост
В царствование Карла (1759—1788) Испания продолжила оправляться от того материального и нравственного упадка, в который приведена была в XVII веке. Возрождению её много способствовали талантливые и просвещенные министры Аранда, Флоридабланка и Кампоманес. В области администрации, народного хозяйства и просвещения произведены были многие важные преобразования. Наиболее обременительные налоги были отменены, установлена свобода хлебной торговли, улучшены пути сообщения, восстановлен флот, в пустынной местности Сьерры-Морены основаны поселения немецких колонистов. Запрещено было ношение оружия в городах; изданы законы против нищенства и бродяжничества; улицы городов предписано мостить и освещать фонарями; устраивались водопроводы, воздвигались грандиозные здания и т. д. Основано много элементарных училищ, коллегий, военных школ, семинарий; в университетском преподавании произведён ряд важных реформ; учреждены экономические общества и различные академии. Наука в Испании служила руководством для жизни; учёные делались государственными людьми (Кампоманес, Ховельянос и др.), была основана Мадридская астрономическая обсерватория. Народонаселение Испании возросло на 4 млн, доходы государства увеличились втрое.

## Народные восстания. Изгнание иезуитов
Однако ряд реформ Карла, особенно инициативы его государственного секретаря, маркиза Эскилаче, вызывали серьезное народное недовольство. Проект обновления Мадрида включал не только введение ежедневной уборки улиц от мусора и нечистот и создание скверов и парков, но и утвержденной одежды для горожан, в частности, запрет на длинные плащи и шляпы с большими тульями. Население к подобным законам об одежде отнеслось без понимания. За этим последовали экономические реформы и либерализация рынка, которая привела к мгновенному 2-3 кратному росту цен на продукты, в том числе на хлеб. Стихийно вспыхнувшее народное восстание 23 марта 1766 года в Мадриде побудило Карла III удалиться в Аранхуэс; параллельно начались беспорядки в Сарагосе, Барселоне, Андалусии, Гипускоа и др. местностях. Король отзывался о народных волнениях так: «Мой народ как ребёнок — он плачет, когда его моют». Однако отъезд короля был воспринят лидерами восставших как сигнал, что Мадрид начнут штурмовать армейские артиллерийские части. В результате в течение суток были проведены переговоры и восстановлен статус-кво: маркиз Эскилаче был отправлен в отставку, рыночные реформы урезаны, широкополые шляпы и плащи объявлены вышедшими из моды, король вернулся в Мадрид. Действительно пострадавшей стороной оказались иезуиты которые активно участвовали в поддержке восстания, что и стало номинальной причиной изгнания их из Испании в 1767 году.

## Внешняя политика
Во внешней политике Карл придерживался союза с Францией; 25 августа 1761 года он заключил с версальским правительством «семейный договор» («pacte de famille»), вёл неудачную войну с Великобританией и с Португалией (в рамках Семилетней войны) и по Парижскому миру 1763 года уступил Великобритании Флориду и земли на восток и юго-восток от Миссисипи в Северной Америке, но взамен получил Луизиану, до этого принадлежавшую французам. Во время войны Великобритании с североамериканскими колониями Испания с Францией поддерживали американцев, и по Версальскому миру (3 сентября 1783 года) Испания получила обратно Флориду и остров Менорку.

## Семья
Жена — Мария Амалия Саксонская. От их брака родилось 13 детей, из которых выжили лишь 7.
1. Мария Изабелла Антония (1740—1742)
2. Мария Хосефа Антония (1742)
3. Мария Изабелла Анна (1743—1749)
4. Мария Хосефа Кармела (1744—1801)
5. Мария Луиза (1745—1792), вышла замуж за императора Священной Римской империи Леопольда II
6. Филипп (1747—1777), герцог Калабрийский, исключен из линии наследования по причине умственной неполноценности
7. Карл IV (1748—1819), король Испании. Жена — Мария-Луиза Пармская, его двоюродная сестра
8. Мария Тереза (1749)
9. Фердинанд I (1751—1825), король Обеих Сицилий. Жена — Мария Каролина Австрийская
10. Габриэль (1752—1788), женат на португальской инфанте Марианне Виктории
11. Анна Мария (1754—1755)
12. Антонио Паскуаль (1755—1817), женат на своей племяннице Марии Амалии, дочери его брата Карла IV
13. Франсиско Хавьер[исп.] (1757—1771)

## Юбилей
К 200-летию со дня смерти Карла III, в 1988 году в Испании были выпущены почтовая марка и почтовый блок достоинством в 45 песет.